# Edward Burtynsky
 (juin 2021).
Si vous disposez d'ouvrages ou d'articles de référence ou si vous connaissez des sites web de qualité traitant du thème abordé ici, merci de compléter l'article en donnant les références utiles à sa vérifiabilité et en les liant à la section « Notes et références ».
Edward Burtynsky, né le 22 février 1955 à Saint Catharines en Ontario, est un photographe canadien. Il est connu pour ses photos de paysages industriels, qui lui ont valu de nombreuses récompenses.
Son travail a été exposé dans plus de cinquante musées. En 2011, il a exposé au Fotografiska à Stockholm.

## Biographie
Edward Burtynsky est né en 1955 au Canada, à Saint Catharines dans l'Ontario. Ville industrielle, son économie est très dépendante, notamment dans le domaine de l'automobile. Son père, Peter Burtynsky, immigré ukrainien, y a d'ailleurs travaillé en production dans une usine de General Motors. 
Edward Burtynsky commence la photographie à 11 ans lorsque son père lui offre un appareil photo et une chambre noire. Deux rouleaux de pellicule Kodak Tri-X (en) lui sont donnés avec la consigne de se débrouiller avec ça et par ses propres moyens pour continuer. Il grandit entouré de paysages industriels mais pittoresques. Tout de suite passionné par cet art, il entreprend des études de photographie et de média à l'Université de Ryerson qu'il quitte, diplôme en poche, en 1982. Il obtient également un diplôme en arts graphiques au Niagara College (en), Welland, Ontario. En 1985, il fonde "Toronto Image Works", un laboratoire et centre de photographie argentique et digitale, reconnu plus tard dans le monde de la photographie de Toronto.

## Photographie
Edward Burtynsky fait des photos explorant l'impact de l'humanité et de la civilisation sur le paysage naturel. Il se déclare voulant de sa photographie « une expérience d'immersion où les gens disent qu'ils font partie de l’œuvre mais ne doivent pas l'aimer ». Il dit vouloir créer cette tension, « de les avoir attirés et à la fois repoussés pour leur montrer le dilemme dans lequel on est ». Il continue en disant : « j'essaie d'accéder à une résonance universelle à travers mon travail » ce qu'il a souvent ressenti à l'égard de la photographie comme un langage visuel qui traverserait les barrières des mots. Edward Burtynsky est un écologiste révolté par le monde quasi-détruit qui l'entoure. À travers sa photographie, il illustre des endroits qui nous sont souvent inconnus, détruits par les civilisations mais avec une beauté nouvelle qui n'est plus naturelle.

### Techniques
Pour rendre compte de tout cela, il utilise une chambre photographique 10x12. Il se place toujours en hauteur, utilisant des ascenseurs, des grues et des hélicoptères. Dans son projet, la moitié de son travail est de la recherche : il se renseigne sur la situation du pays choisi pour la réalisation de chaque projet, et parfois envoie un éclaireur pour tâter le terrain. Par exemple, en Chine, pour le projet China, Edward Burtynsky s'est organisé pour qu'un éclaireur explore en bateau la côte, photographiant tous les vieux bateaux en cours de démantèlement.

## Expositions
- Sa première exposition est Manufactured landscapes, présentée de 2003 à 2005, en Finlande, au Canada et aux États-Unis.
- Simultanément, en 2003 le projet "Before the Flood" paraît.
- De 2005 à 2008, Burtynsky expose son projet "China".
- En 1997, Edward Burtynsky l'idée d'un nouveau projet concernant le pétrole : "Oil", auquel il donnera le jour en 2009, exposé dans de nombreuses galeries, notamment la Corcoran Gallery of Art, Washington.
- Une exposition concerne le problème de l'eau dans le monde : "Water" (2013).
- En 2019, il participe à l'exposition Anthropocene au MAST (it) de Bologne[3].
- Eaux troublées, Edward Burtynsky, Pavillon populaire de Montpellier, du 23 juin au 26 septembre 2021[4].

## Collections
Les photos d'Edward Burtynsky font partie de cinquante collections publiques différentes à travers le monde ainsi que des photos faisant partie des collections permanentes de soixante grands musées, le Guggenheim, le MOMA à New York, le Victoria and Albert Museum à Londres et le musée de la Reine Sophie à Madrid.

## Livres publiés
- 2003 : Manufactured Landscapes, Yale University Press, 160p.  (ISBN 0-300-09943-6)
- 2005 : China, Steidl Publishing, 147p.  (ISBN 3-86521-130-5)
- 2013 : Water, textes de Wade Davis et Russell Lord, Steidl, trad. française de Lionel Leforestier, 225 p.  (ISBN 978-3-86930-687-2)
- 2016 : Essential Elements, texte de William A. Ewing, 140 photographies couleur, 202 pages, Thames & Hudson -  (ISBN 978-0-50054-461-7) (édition française, Éléments essentiels, Éditions Xavier Barral -  (ISBN 978-2-36511-104-1))

## Filmographie
- 2006 : Manufactured Landscapes, film documentaire de Jennifer Baichwal, consacré au travail d'Edward Burtynsky qui a parcouru le monde en observant les changements dans les paysages dus au travail industriel et à l'industrie manufacturière.
- 2018 : Anthropocene: The Human Epoch (en), film co-réalisé avec Jennifer Baichwal et Nicholas de Pencier

## Récompenses et distinctions
- 2008, Infinity Award for Art
- l'Ordre du Canada, en 2006
- Prix de 20 000 $ pour son art contemporain de la part du musée d'art contemporain canadien à Toronto
- Prix en Technologie, divertissement et design
- Prix Dialogue de l'Humanité au Festival de la photographie d'Arles
- Prix The Flying Elephant Fellowship de 50 000 $ reçu de la part de la fondation The Flying Elephant Foundation
- Prix du Applied Arts Magazine
- Prix de la fondation Roloff Beny
- 2020:Membre Honoraire de la Royal Photographic Society, Bristol[5]
- 2021: Contribution exceptionnelle à la Photographie, 2022 Sony World Photography Awards[6]

Le film documentaire Manufactured Landscapes que lui a consacré en 2006 la réalisatrice Jennifer Baichwal a également reçu de nombreux prix tels que le prix de Genie Awards et celui du Festival international du film de Toronto.